# Hamburger Orgellandschaft
Die Hamburger Orgellandschaft beschreibt den Orgelbestand der Freien und Hansestadt Hamburg in seiner historischen Entwicklung. Der Begriff Orgellandschaft allein nimmt Bezug auf historisch bedingte nationale oder regionale Eigenheiten der Orgeln. Die Hamburger Orgellandschaft grenzt im Süden an die Orgellandschaft Lüneburg, im Westen an die Orgellandschaft zwischen Elbe und Weser und nördlich der Elbe an die Orgellandschaft Schleswig-Holstein. Zwar erlangte Hamburg im norddeutschen Raum aufgrund günstiger Rahmenbedingungen eine führende Stellung im Orgelbau, war aber vielfältig in die umgebenden Kulturgebiete eingebunden und nahm keine Sonderrolle ein.

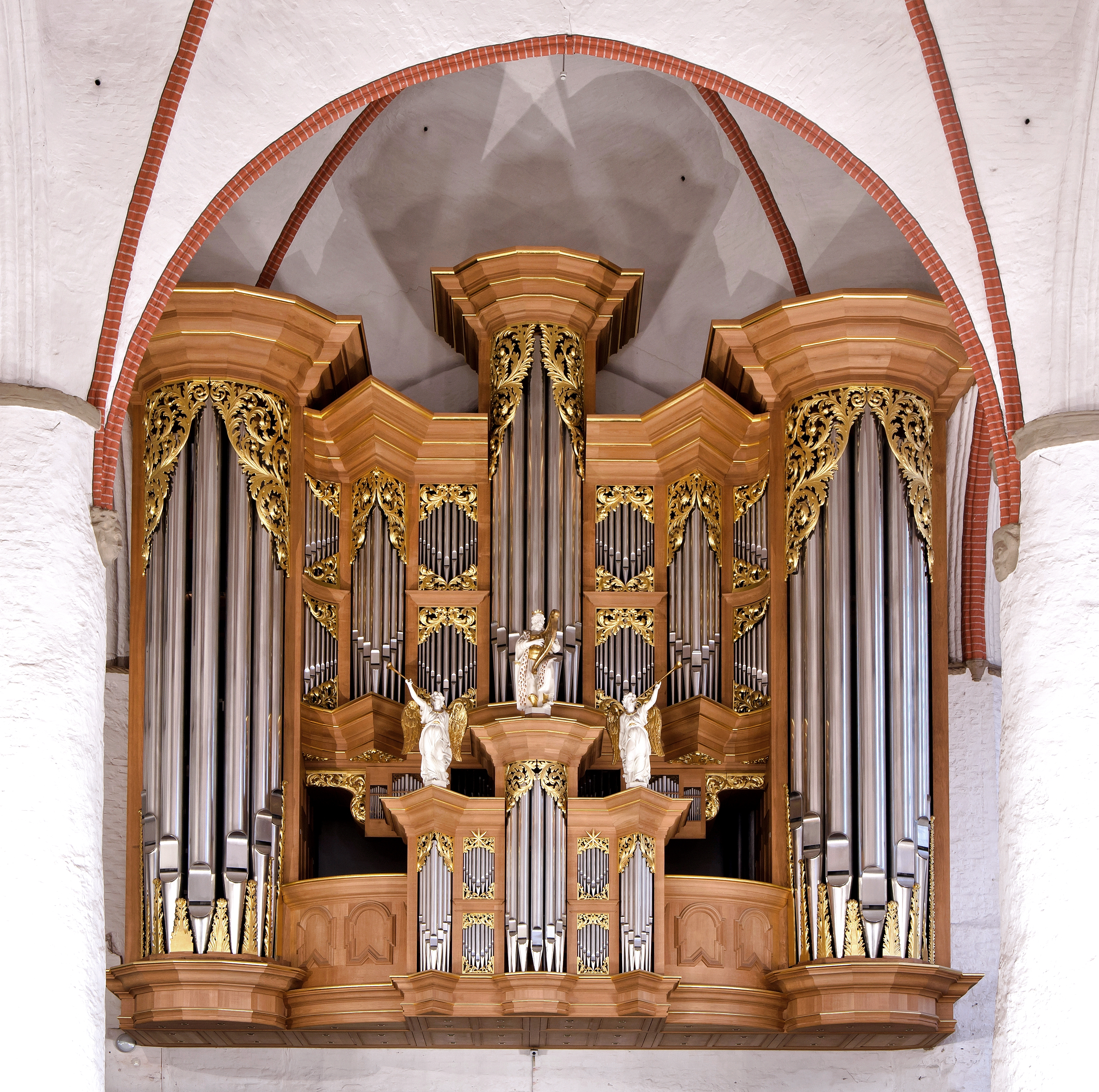
Die Orgel von St. Jacobi von 1693 integriert Register vom 16. bis zum 20. Jahrhundert.

Unter Einfluss der Orgelbauerfamilie Scherer, von Gottfried Fritzsche und Arp Schnitger, die in der Hansestadt wirkten, erreichte der Orgeltyp der norddeutschen Barockorgel einen Höhepunkt und hat den Orgelbau weltweit geprägt. Da die meisten historischen Orgeln im Laufe der Zeit durch Neubauten ersetzt oder durch Kriege und Katastrophen zerstört wurden, bestimmen heute zahlreiche Neubauten das Bild der Hamburger Orgellandschaft. Nähere Details zu den erhaltenen Werken finden sich in der Liste der Orgeln in Hamburg.

## Von den Anfängen bis 1540

### Bedeutende Orgelbauer und ihre Werke
Orgeln in Hamburg werden zum ersten Mal im 14. Jahrhundert erwähnt. Für die Hauptkirche Sankt Jacobi ist im Jahr 1301 „Meister Rudolf“ als Organist nachgewiesen. Eine Orgel ist 1358 im Mariendom bezeugt und die Franziskanerkirche St.-Maria-Magdalena verfügte um 1400 sogar über zwei Orgeln: Die kleine Chororgel diente für die Stundengebete, die Hauptorgel im nördlichen Seitenschiff für die Heilige Messe. Sankt Katharinen besaß um 1400 eine Orgel, während Sankt Nikolai vor der Reformation zwei Orgeln hatte. In Rechnungsbüchern der Jacobi-Kirche ist ab dem Jahr 1508 eine Bezahlung für den (namentlich nicht genannten) Organisten dokumentiert; ab 1517 sind alle Jacobi-Organisten mit Namen bekannt. Aus vorreformatorischer Zeit sind für Hamburg sieben Orgelbauer mit Namen bekannt. Einige Orgelbauer waren zugleich Organisten wie Johann van Kollen, der 1467 an Sankt Petri angestellt wurde. Im Jahr 1502 schuf Harmen Stüven ein neues Werk für das Heilig-Geist-Hospital. Zusammen mit Jacob Iversand baute er von 1507 bis 1512 eine neue Orgel für St. Petri und anschließend von 1512 bis 1516 einen zweimanualigen Neubau für St. Jacobi, der vor 1543 um ein Rückpositiv erweitert wurde. Mit Namen treten zudem Hans Lüders, Dom. Engelbert, Meister Marten und Meister Johann hervor. Die Reformation führte in Hamburg zwar nicht wie andernorts zur Zerstörung von Orgeln, aber zu einem Stillstand im Orgelbau bis etwa um 1540.

### Kennzeichen und Funktion
Diese gotischen Instrumente waren ursprünglich Blockwerke, deren Register nicht einzeln anspielbar waren, sondern nur im vollen Werk erklangen. Erst im ausgehenden Mittelalter ermöglichte die Erfindung der Schleiflade und Springlade, dass einzelne Pfeifenreihen separat gespielt werden konnten, wodurch ein großes klangliches Spektrum erzielt wurde. Die mittelalterliche Orgel diente liturgischen Zwecken und nicht zur Begleitung des Gemeindegesangs. Sie übernahm Teile der Messe und der kirchlichen Tageszeiten wie den Introitus und die Lobgesänge und erklang im Wechsel mit dem Chor, der Gemeinde oder einzelnen Sängern („Alternatimpraxis“).

## Renaissance und Frühbarock

### Bedeutende Orgelbauer und ihre Werke
Ab der Mitte des 16. Jahrhunderts erlebte der Hamburger Orgelbau einen starken Auftrieb. Maßgeblich waren daran Orgelbauer aus dem Herzogtum Brabant beteiligt, die im Zuge der Reformation, aufgrund von Glaubenskriegen und der orgelfeindlichen Haltung reformierter Kirchen, in Norddeutschland neue Betätigungsfelder suchten. Um 1600 stammte etwa die Hälfte der Stadtbewohner aus den Niederlanden. Hamburg profitierte vom Wirken der Orgelbauer Gregorius Vogel, Jasper Johansen und dem berühmten Hendrik Niehoff aus ’s-Hertogenbosch. Vogel führte 1542/1543 an der Orgel von St. Katharinen einen Umbau durch, der einem Neubau gleichkam. Das Instrument war bereits im 16. Jahrhundert berühmt. Niehoff erweiterte die gotische Blockwerk-Orgel von St. Petri 1548 bis 1550 zusammen mit Johansen um ein Rückpositiv (mit elf Registern), ein Oberwerk (mit acht Registern) und ein Pedal (acht Register) auf ein dreimanualiges Werk.
Weit über Hamburg hinaus wirkte die Orgelbauerfamilie Scherer. Der Begründer Jacob Scherer hatte von Iversand die Werkstatt übernommen und schuf im norddeutschen Raum einige dreimanualige Werke. Sein Sohn Hans Scherer der Ältere, Schüler von Niehoff, vermittelte die Neuerungen des fortschrittlichen brabantischen Orgelbaus und war auch in St. Katharinen an der Erweiterung der Orgel beteiligt, die im Laufe der Jahrhunderte mehrfach erweitert wurde. Zu Scherers bedeutendsten Nachfolgern gehörten Gottfried Fritzsche und Antonius Wilde, die eigene Werkstätten errichteten.

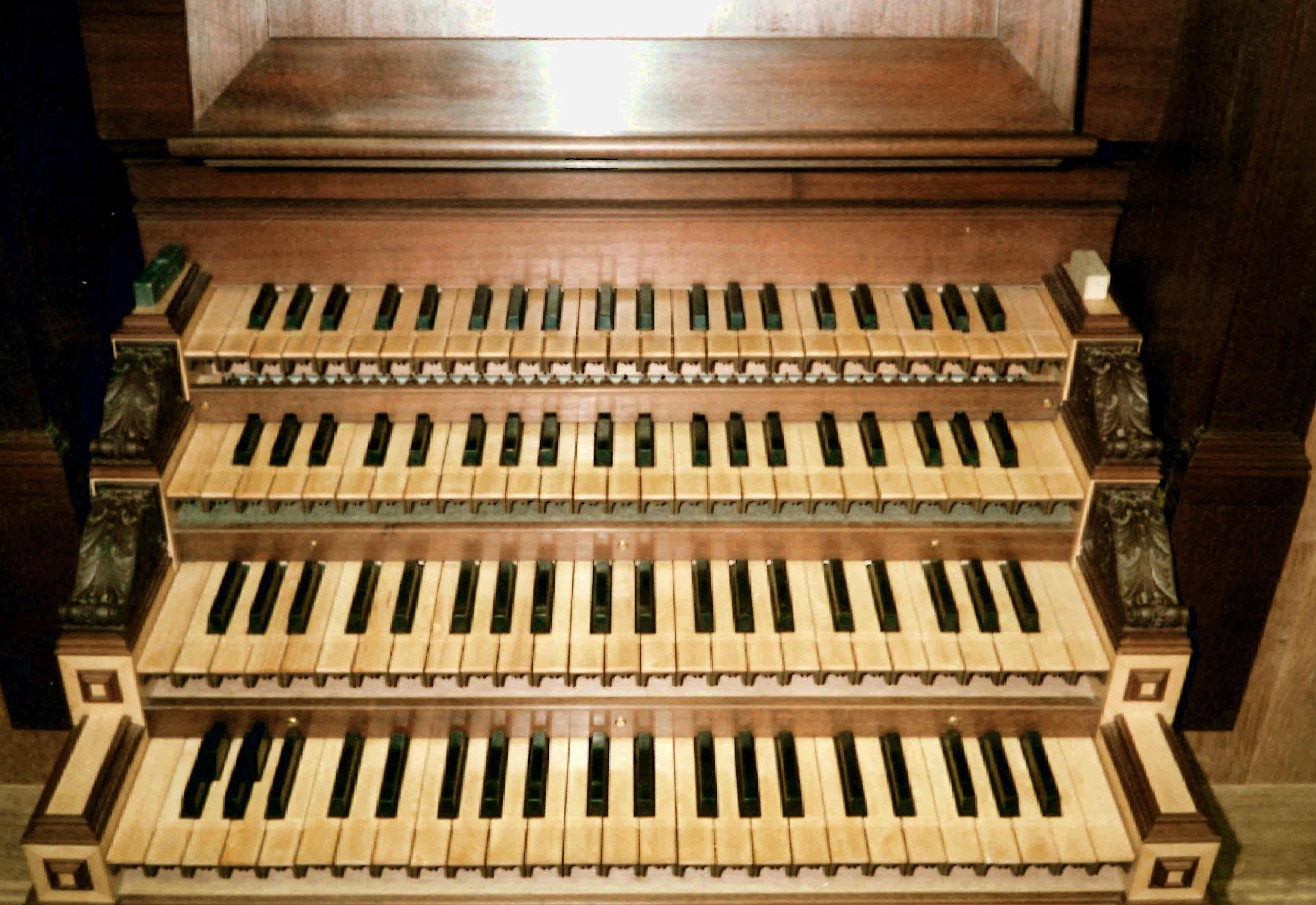
Die Manualklaviaturen von St. Jacobi sind seit Gottfried Fritzsche (1636) viermanualig.

Fritzsche, Nachfolger von Hans Scherer dem Jüngeren und wichtiges Bindeglied zu Arp Schnitger, zog um 1630 aus Sachsen nach Ottensen mit dem Auftrag, die Orgeln aller vier Hauptkirchen umzubauen und zu erweitern. Zu der Zeit wirkten an diesen vier Kirchen jeweils Schüler von Jan Pieterszoon Sweelinck, des „hamburgischen Organistenmachers“: die Brüder Jacob Praetorius der Jüngere und Johann Praetorius an Sankt Petri und St. Nicolai, Ulrich Cernitz an St. Jacobi sowie Heinrich Scheidemann an St. Katharinen. In Neuengamme, St. Johannis sind noch Teile der Fritzsche-Orgel von 1634 und in Kirchwerder, St. Severini einige Register und Prospektteile von Hinrich Speter (1641) erhalten. In der Orgel von Sankt Jacobi sind sogar noch zehn Scherer-Register und 19 von Fritzsche ganz oder teilweise erhalten. Auf Fritzsche, der die brabantische Kunst des Orgelbaus weiterentwickelte, gehen zahlreiche Neuerungen im Orgelbau zurück, so beispielsweise die Einführungen neuer Zungenregister wie Dulzian, Regal, Sordun und das langbechrige Krummhorn. Im Brustwerk und Pedal setzte er regelmäßig einfüßige Stimmen ein, die bei Scherer noch unbekannt waren. Anstelle von Scherers hochliegendem Scharff baute Fritzsche eine zweifache Zimbel und bevorzugte einzelne Aliquotregister. So war die 1635 durch Fritzsche in die Orgel von St. Jacobi eingebaute Sesquialtera die erste im norddeutschen Raum überhaupt. Gegenüber Scherer kamen etliche neue Nebenregister wie Tremulant und „Trommel“ und Effektregister wie „Kuckuck“, „Vogelsang“ und „Nachtigall“ hinzu. Während in Norddeutschland bisher gehämmerte Bleipfeifen die Regel waren, hobelte Fritzsche die Pfeifen und verwendete eine Legierung mit einem höheren Zinnanteil, für die Becher der Posaunen und Trompeten setzt er Markasit zu. Durch Fritzsches Erweiterungen gehörten die Orgeln in St. Jacobi und St. Katharinen zu den ersten Orgeln überhaupt, die über vier Manuale verfügten.
Durch Fritzsches Schüler fand das hohe Niveau des Orgelbaus im norddeutschen Raum Verbreitung. Friedrich Stellwagen war Schwiegersohn und Geselle von Fritzsche und begleitete seinen Lehrmeister nach Hamburg, bevor er sich um 1635 in Lübeck selbstständig machte. Joachim Richborn führte die Werkstatt von Fritzsche fort und schuf um 1670 für Sankt Michaelis einen Neubau (II/P/20) und einige neue Register für die Orgel von Johann Adam Reincken in St. Katharinen, darunter einen Prinzipal 32-Fuß im Pedal. Unter dem Einfluss der Organisten von St. Katharinen, Scheidemann, der 34 Jahre Organist der Hauptkirche war, und seinem Schüler und Nachfolger Reincken, der dort fast 60 Jahre wirkte, war dieses monumentale Instrument immer weiter ausgebaut worden. Auf Grundlage von Dokumenten und 520 erhaltenen Pfeifen aus 20 Registern wurde dieses 1943 durch Kriegseinwirkung zerstörte Instrument von 2007 bis 2013 mit 61 Registern rekonstruiert und am 9. Juni 2013 geweiht.
Legendär ist das Orgelkonzert, das Johann Sebastian Bach im Jahr 1720 in St. Katharinen gab: 

„In der St. Catharinenkirchenorgel in Hamburg sind gar 16 Rohrwerke. Der seel. Capelmeister Hr. J.S.Bach in Leipzig, welcher sich einstmals 2 Stunden lang auf diesem, wie er sagte, in allen Stücken vortrefflichen Werke hat hören lassen, konnte die Schönheit und Verschiedenheit des Klanges dieser Rohrwerke nicht genug rühmen. […] Der seel. Kapellmeister Bach in Leipzig, versicherte eine ähnliche gute und durchaus vernehmliche Ansprache bis ins tiefste C, von dem 32füßigen Principale, und der Posaune im Pedale der Catharinenorgel in Hamburg: er sagte aber auch, dies Principal wäre das einzige so groß von dieser guten Beschaffenheit, das er gehöret hätte.“

In der Hansestadt wirkten neben den überregional bedeutenden Orgelbauern Scherer, Richborn, Gottfried Fritzsche, sein Sohn Hans Christoph Fritzsche und Matthias Dropa (1692–1705) noch Hans Riege (1648–1666), Paul Landrock (um 1657–1686), Johann Luchtemaker (1666), Benjamin Ziegenhorn (1680–1687), Hermann Eggers (1684), Johann Hinrich Wernitzky (1684–1686) und Johann Middelburg (1692). Ausgehend von Hamburg prägten sie den Orgelbau bis in die skandinavischen Länder, Spanien und Portugal.

### Kennzeichen und Funktion

Schematischer Werkaufbau „Hamburger Prospekt“.
PW = Pedalwerk, OW = Oberwerk,
HW = Hauptwerk, BW = Brustwerk,
RP = Rückpositiv.

Durch den Enkel Hans Scherer den Jüngeren erhielt der Hamburger Prospekt seine klassische Form, die international eine Vorbildfunktion einnahm. Eine wesentliche Errungenschaft des Hamburger Orgelbaus war die Vollendung des Werkprinzips. Im niederländisch-norddeutschen Kulturraum wurden entsprechend dieser Bauweise relativ selbstständige Klangkörper in separaten Gehäusen aufgestellt: die Pedaltürme seitlich freistehend, das Rückpositiv in der Emporenbrüstung, das Brustwerk über dem Spieltisch. Diese Werke kontrastierten in klanglicher Hinsicht mit dem vollen Klang des Hauptwerks. Das Rückgrat dieser Einzelwerke bildeten die vollständig ausgebauten Prinzipalchöre, die auf jeweils unterschiedlicher Fußtonlage (Tonhöhe) basierten (16 Fuß, 8 Fuß, 4 Fuß).
Hamburg erlangte nach dem Dreißigjährigen Krieg schnell wieder Wohlstand und entwickelte sich zum Ende des 17. Jahrhunderts zur führenden Musikstadt in Deutschland. Der reiche Bestand an drei- und viermanualigen Orgeln war im nordeuropäischen Bereich im 17. Jahrhundert ohne Parallele. Erst während des Dreißigjährigen Krieges wurde die Orgel zur Begleitung des Gemeindegesangs eingesetzt, als die Bevölkerungszahl dezimiert war und eine zunehmende Verschleppung des Gesangstempos beklagt wurde. Bis dahin war sie fast ausschließlich an der Liturgie beteiligt, leitete den Chor und die Sänger ein und übernahm im Wechsel mit ihnen einzelne Orgelverse, die vielfach durch Übertragungen (Intabulierungen) von Vokalkompositionen entstanden. Orgelmusik umrahmte die Predigt, wenn der Prediger die Kanzel bestieg oder wieder verließ, begleitete die Feier des Abendmahls und war vor und nach den Gottesdiensten zu hören. Prunkvoller konnte sich die Norddeutsche Orgelschule im 17. Jahrhundert entfalten. Im außerliturgischen Rahmen, etwa in den Vespermusiken, dem „Abendspielen“ und repräsentativen Konzerten, die von der Kaufmannschaft organisiert und gesponsert wurden, traten die Organisten auch als Komponisten für Vokal- und Instrumentalmusik hervor.

## Arp Schnitger

Schnitgers „Orgelbauerhof“ in Neuenfelde vor dem Umbau um 1900

### Bedeutende Werke

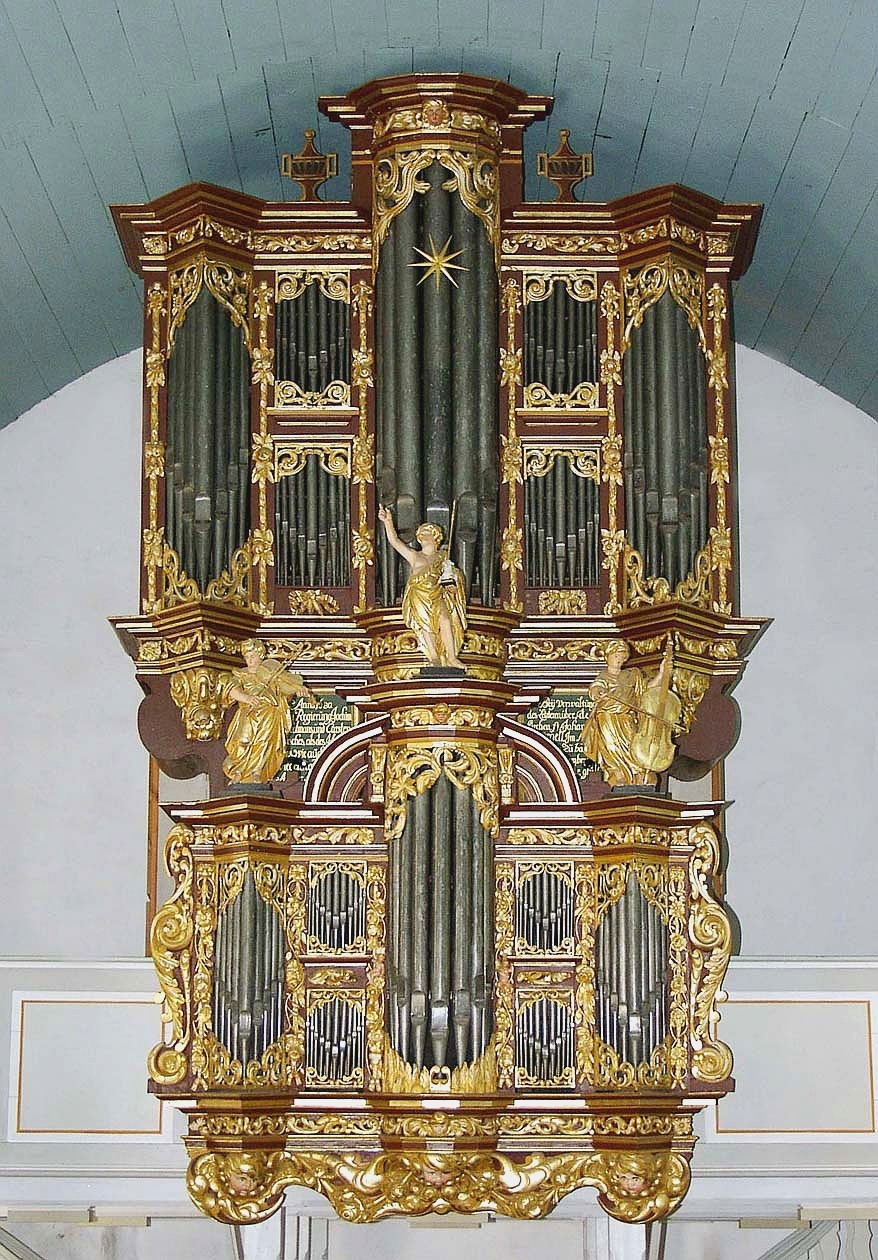
Die berühmte Orgel in Cappel (Schnitger, 1680) wurde ursprünglich für die Kirche des Klosters St. Johannis gebaut.

Von entscheidender Bedeutung für die Hamburger Orgellandschaft war Arp Schnitger, der als führender Orgelbauer Norddeutschlands im Zeitalter des Barock gilt. „Schnitgers Werk hat auf den modernen, historischen Vorbildern verpflichteten Orgelbau weltweit stilbildend gewirkt.“ Schnitger hatte seit 1682 eine große Werkstatt in Neuenfelde bei Hamburg. Von dort aus wurden seine Orgeln bis nach England, Russland, Spanien und Portugal exportiert. Den Durchbruch seiner Karriere erlebte der Meister mit dem Orgelneubau in St. Nikolai. Hier stellte Schnitger von 1682 bis 1687 eine viermanualige Orgel mit 67 Registern auf, die seinen Ruhm begründete und zu seiner Zeit das größte Instrument in Deutschland war. Die größte Pfeife, das tiefe C im Pedal des Prinzipal 32′ aus englischem Zinn, wog 860 Pfund. 1842 fiel die Kirche mit der Orgel dem Stadtbrand zum Opfer.
Die Orgel von St. Jacobi ist Schnitgers einziges viermanualiges Werk, das erhalten ist, und die letzte hanseatische Barockorgel. Schnitger erweiterte die Orgel in den Jahren 1689 bis 1693 auf 60 Register, die sich auf vier Manuale und Pedal verteilen, und übernahm aus der Vorgängerorgel 25 Labialregister. Obwohl im 18. und 19. Jahrhundert mehrere Dispositionsänderungen erfolgten, blieb der Großteil der Register erhalten. Schmerzlicher war die Abgabe der Prospektpfeifen 1917 für die Rüstungsindustrie. Durch Auslagerung im Jahr 1943 wurden 85 % des Pfeifenbestandes und ein Teil des Schnitzwerks gerettet, während das im Hauptschiff verbliebene Gehäuse verbrannte. In der zweiten Hälfte des 20. Jahrhunderts wurde die Orgel weitestgehend im Zustand von 1693 wieder hergestellt.
Teilweise erhalten sind zudem Schnitgers Werke in der Bergstedter Kirche (1686), in Neuenfelde (1683–1688) und Ochsenwerder (1707/08). Später ersetzt oder zerstört wurden seine Orgelneubauten in der Reformierten Kirche Altona (1685–1687, II/P), der Dreifaltigkeitskirche in Hamm (1692/1693), in Moorburg/St. Maria-Magdalen (1695, I/P/13), Eppendorf (1701, II/p/11) und seine große Orgel in St. Michaelis (1712, III/P/52). Seine Positive für die Hauptkirchen St. Katharinen und St. Jacobi und seine Hausorgeln für Hamburger Pastoren und Ratsherren sind mit einer Ausnahme verschollen. Reparaturen und Erweiterungen führte er durch in der Pesthofkirche (1686), St.-Pauli-Kirche (1687/1688), der Hauptkirche St. Petri (1688/1689, 1692), St. Maria-Magdalena in Moorburg (1691), Steinbeker Kirche (vor 1700), St. Gertrud (1699–1700), der Hauptkirche St. Nikolai (1701, große und kleine Orgel), im Mariendom (1701), Heilig-Geist-Hospital (1702) sowie in St. Trinitatis in Altona (1702/03).
Zwei zweimanualige Schnitger-Orgeln entgingen der Zerstörung, weil sie nach außerhalb Hamburgs verkauft und umgesetzt wurden. Die Orgel der Grasberger Kirche wurde 1693/1694 ursprünglich für das Hamburger Waisenhaus gebaut und von Wilhelmy für 500 Reichstaler nach Grasberg überführt, als das Waisenhaus vor dem Abriss stand. 14 der insgesamt 21 Register Schnitgers sind bewahrt geblieben. Noch vollständiger erhalten ist die Orgel in Cappel, die über 28 historische von insgesamt 30 Registern verfügt. Schnitger hatte sie 1679/1680 unter Verwendung von zehn Registern der Vorgängerorgel aus der Spätrenaissance für die Hamburger St.-Johannis-Klosterkirche gebaut. Im Zuge der Aufhebung des Klosters wurde das Instrument 1813 von Geycke abgebaut, für 600 Reichstaler nach Cappel verkauft und dort 1816 von Johann Georg Wilhelm Wilhelmy wieder aufgebaut. Beide Orgeln weisen noch weitgehend ihre originale, feine Intonation auf, die kennzeichnend für Schnitgers Stadtorgeln ist, und zählen zu den besterhaltenen Werken des Meisters.

### Kennzeichen und Funktion
Schnitger entwickelte mit starken Bässen im Pedal und kräftigen Mixturen in allen Werken ein neues Klangkonzept, das eine Vielzahl von Solo- und Plenum-Registrierungen ermöglichte. Im Gegensatz zu den sanft klingenden Mixturen der Renaissance, die wenig Repetitionen aufwiesen und für die Darstellung polyphoner Musik geschaffen waren, trugen Schnitgers Instrumente der neuen Funktion für die Begleitung des Gemeindegesang Rechnung. Ebenso konnte auf ihnen der Stylus phantasticus der hanseatischen Orgelkunst mit seinen wechselnden Affekten optimal verwirklicht werden. Das vollendete Werkprinzip, die in allen Werken vollständig ausgebauten Prinzipalchöre, die farbigen oder grundtönigen Flötenregister, die vielfältigen Zungenstimmen und die verschiedenen Plenumklänge entsprachen den norddeutschen Kompositionen mit ihren häufigen Manualwechseln, Konsortregistrierungen und der vielfältigen Verwendung des selbstständigen Pedals.

## Spätbarock und Klassizismus

Bei der Orgel in Ottensen (Busch, 1745) rücken die Werke zu einem geschlossenen Prospekt zusammen.

### Bedeutende Orgelbauer und ihre Werke
Nach Schnitgers Tod im Jahr 1719 zogen seine Söhne in die Niederlande, wo die Schnitger-Schule bis weit ins 19. Jahrhundert hinein fortwirkte. Seine Schüler führten zahlreiche Umbauten und beachtliche Orgelneubauten im norddeutschen Raum durch. In Hamburg selbst brach diese Tradition unvermittelt ab, zudem nach Reincken († 1722) und Lübeck († 1740) das Niveau des Orgelspiels und der Orgelkompositionen nicht gehalten werden konnte. Als einziger Schnitger-Schüler in Hamburg baute Otto Diedrich Richborn im Stil seines Lehrmeisters. Er vollendete 1721 in der St.-Paulikirche auf dem „Hamburger Berg“ seinen einzig nachgewiesenen Neubau. Ansonsten wurden auswärtige Orgelbauer beauftragt.
Zu ihnen gehörte Johann Dietrich Busch aus Itzehoe, Nachfolger von Schnitgers Meistergesellen Lambert Daniel Kastens, der etliche neue Instrumente in solider Ausführung schuf. Neubauten entstanden in Billwerder (1739), Altona (1743/1744), für das Neue Hiobshospital (1743–1745), in Ottensen (1744/1745), St. Georg (1744–1747, III/P/49) und Altengamme (1750–1752). Hinzu kamen große Umbauten wie für St. Katharinen (1741/1742). Nach seinem Tod führte sein Sohn Johann Daniel Busch die Werkstatt zunächst in Hamburg fort, wurde aber von Johann Jakob Lehnert und ab 1765 von Johann Paul Geycke nach Schleswig-Holstein verdrängt. Geyckes Werkstatt in Hamburg wurde von seinem Sohn Joachim Wilhelm Geycke fortgeführt; Georg Wilhelm Wilhelmy war sein Geselle und ganz dem Stil Schnitgers verpflichtet. Abgesehen von wenigen Neubauten, wie beispielsweise für die Pesthofkirche in St. Pauli, taten sich die Geyckes vielmehr durch Umbauten, Reparaturen und Wartungen hervor. Auf diese Weise pflegten und sicherten sie den reichen Orgelbestand der Hansestadt.

### Kennzeichen
In der Art der Prospektgestaltung ist ein Wandel in der Klangästhetik abzulesen: Statt der räumlich getrennten Werke bevorzugte man im Spätbarock und Klassizismus einen zusammenhängenden Prospekt. Statt Rückpositiv und Brustwerk wurden ein Oberwerk bevorzugt und die Windladen in einem großen Gehäuse untergebracht. Klanglich wurden statt kräftiger Zungenstimmen und heller Mixturen sanfte Streicher- und Flötenstimmen bevorzugt.

## Romantik

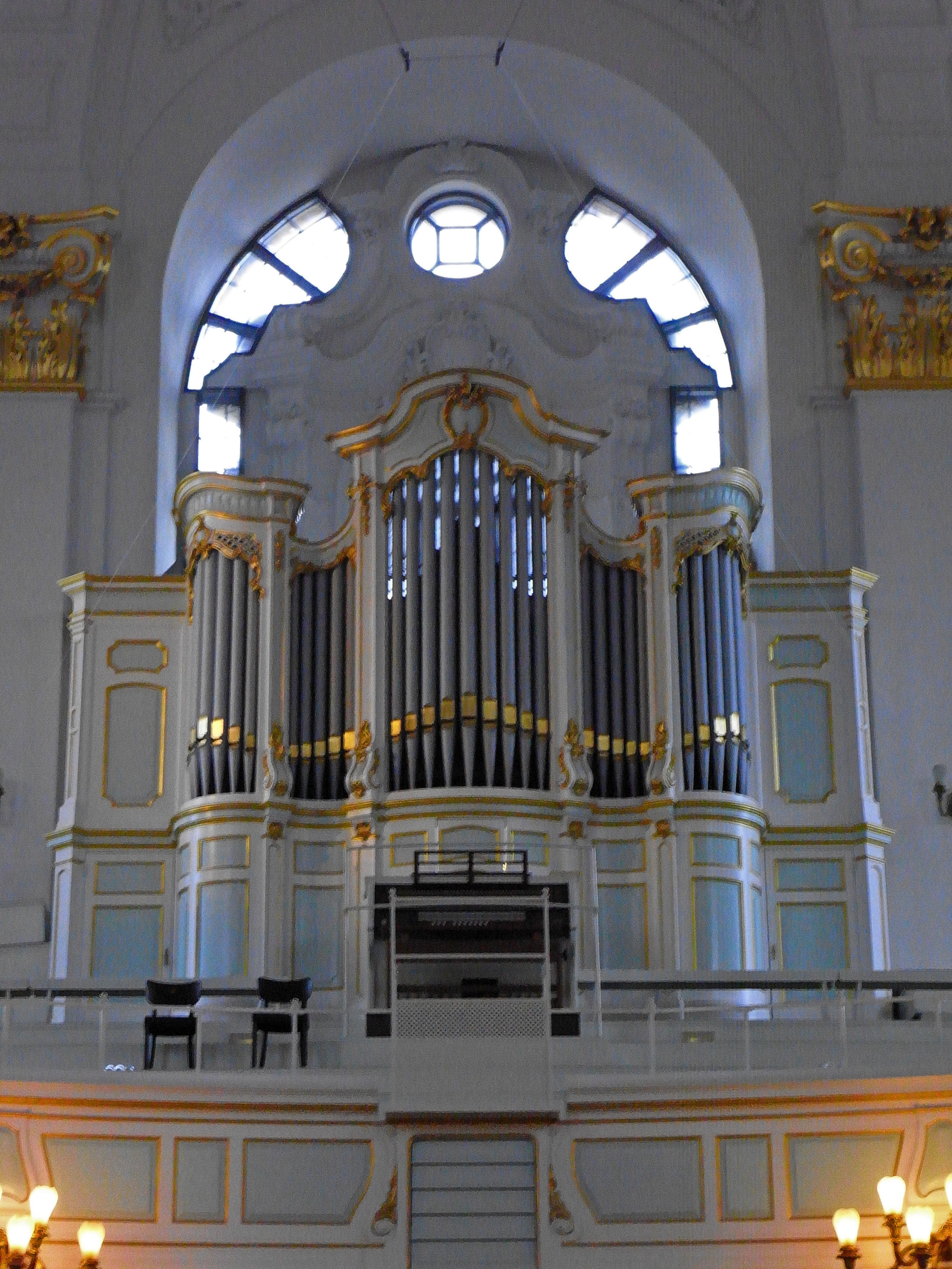
Die Orgel in St. Michaelis (Marcussen & Søn, 1914) steht in romantischer Tradition.

### Bedeutende Orgelbauer und ihre Werke
Auch im Zeitalter der Romantik gab es verschiedene Orgelbauer, die sich den traditionellen Orgelbauprinzipien verpflichtet sahen und eher konservativ bauten. Da sie die Arbeit der alten Meister schätzten, führten sie statt Abriss und anschließendem Neubau Umbauten durch oder änderten die Disposition, um die überkommenen Instrumente dem neuen Zeitgeschmack anzupassen. Im Jahr 1819 eröffnete Johann Gottlieb Wolfsteller in Hamburg eine eigene Werkstatt unter dem Namen „Hamburger Orgelbauanstalt“ im Haus Brook 67. Wolfsteller wurde zwischen 1836 und 1852 mit Dispositionsänderungen und Erweiterungsumbauten an den Orgeln in St. Michaelis, St. Jacobi und St. Petri beauftragt. Konservativ waren auch die Instrumente von Marcussen & Søn ausgerichtet, was bei der 1882 errichteten Orgel in St. Johannis in Harvestehude äußerlich am Prospekt mit seinen drei Rundtürmen erkennbar ist. Auch die sogenannte „Konzertorgel“ von Marcussen aus dem Jahr 1914, ein pneumatisch gesteuertes Instrument der ausgehenden Romantik, greift im Prospekt traditionelle Formensprache auf.
Auf der anderen Seite traten zunehmend überregional arbeitende Firmen auf, die fortschrittlich ausgerichtet waren, die technischen Neuerungen im Bereich der Traktur umsetzten und neue Klangkonzepte im Stil der Romantik ermöglichten. Zu ihnen gehörte das Unternehmen Philipp Furtwängler & Söhne, das 1870 die Orgel in Wilhelmsburg/Kreuzkirche und 1881 die ebenfalls zweimanualigen Werke in Finkenwerder/St. Nikolai und Moorburg/St. Maria-Magdalena baute. Christian Heinrich Wolfsteller, ein Enkel von Johann Paul Geycke, übernahm das väterliche Unternehmen. Neben modernisierenden Umbauten in St. Katharinen (1869), Billwerder (1870) und Ochsenwerder (1885) schuf er Neubauten in St. Johannis (Hamburg-Eppendorf) (1872), Hamburg-Rothenburgsort (vor 1885), der Gelehrtenschule des Johanneums (1888) und der Kapelle des Helenenstifts (1894). Mehr als 50 Orgeln lieferte er ins Ausland. Als erster entwickelte Wolfsteller 1889 eine elektrische Traktur, die sich wegen der aufwändigen Konstruktion allerdings nicht durchsetzen konnte.

### Kennzeichen
Im 19. Jahrhundert änderte sich der Stil im Orgelbau fundamental. Im Zeitalter der Romantik veränderten sich Klang und Erscheinungsbild der Orgel, technische Neuerungen hielten Einzug. Das Werkprinzip wurde völlig aufgegeben und die Orgel hinter einem flächigen Verbundprospekt gebaut. An die Stelle der vortretenden Pfeifentürme traten Flachfelder. In den letzten Jahrzehnten des 19. Jahrhunderts wurden die Kegellade und die pneumatische Traktur eingeführt, am Ende des Jahrhunderts hielt die Elektrifizierung der Traktur Einzug. Die Zahl der Zungen und Aliquotregister sank zugunsten von grundtönigen Stimmen in der 8-Fuß-Lage („Äquallage“), die eine stufenlose Klangdynamik erlaubten. Diesem Zweck diente auch der Einbau von Hinter- und Schwellwerken. Große Firmen, die deutschlandweit Orgeln in großer Zahl auslieferten, prägten zunehmend das Bild, führten aber auch zu einer landesweiten Angleichung der Stile.

## 20. und 21. Jahrhundert

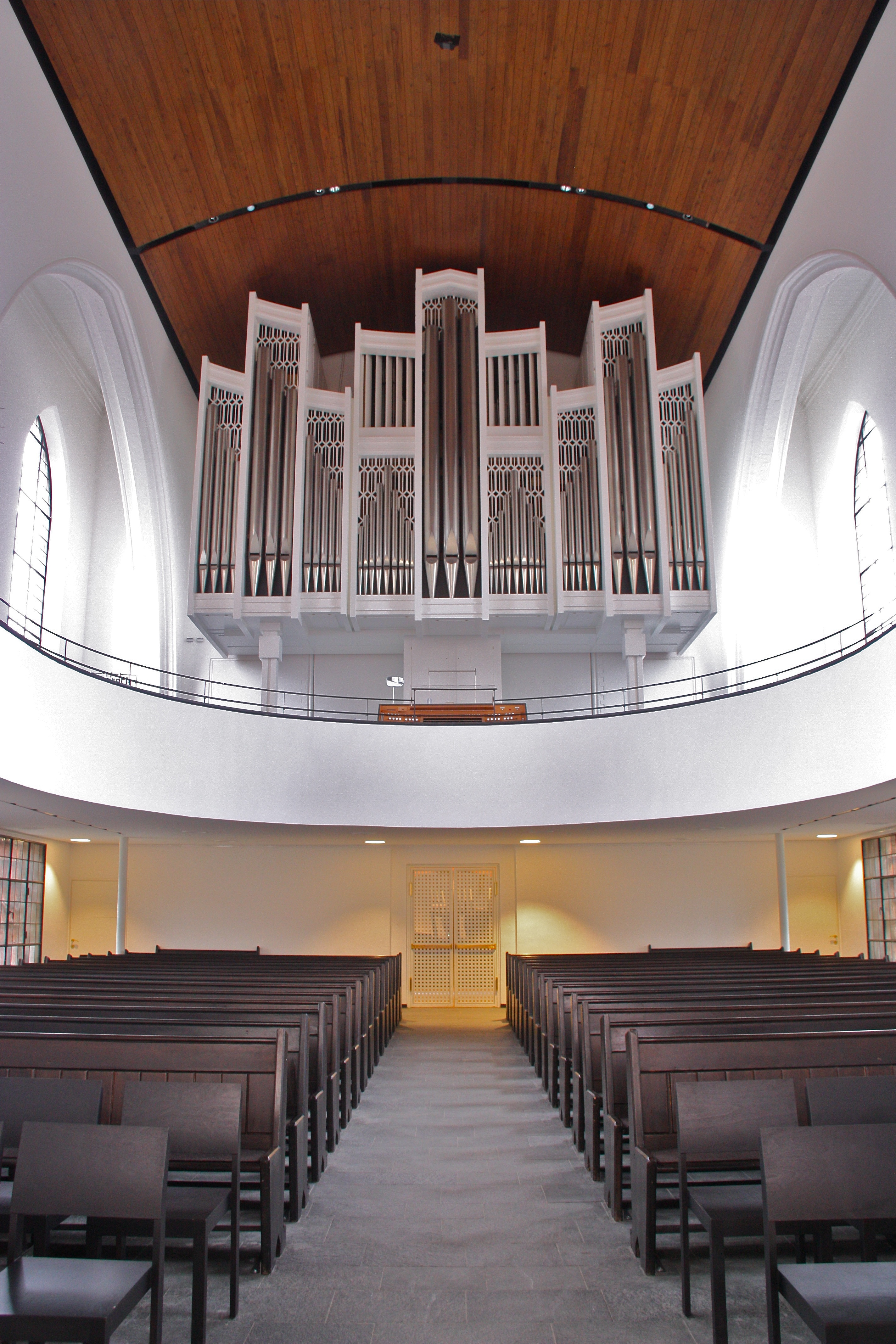
Die Orgel der Blankeneser Kirche (R. von Beckerath, 1991) ist mit einem separaten elektronischen Klangerzeuger kombiniert.

### Bis zum Zweiten Weltkrieg
Ab dem 20. Jahrhundert ging die Hamburger Orgelkultur in den allgemeinen deutschen Orgelbau auf. Paul Rother übernahm im Jahr 1899 die Werkstatt von Wolfsteller und führte sie bis 1950 fort. Ein großer Teil der Neubauten in und Hamburg aus dieser Zeit geht auf ihn zurück, für die er fast ausschließlich die (elektro-)pneumatische Kegellade verwendete. Die Zerstörung vieler Kirchen und Orgeln im Zweiten Weltkrieg führte zu einer großen Anzahl von Orgelneubauten. Neben bedeutenden historischen Orgeln wurde auch die Großorgel in der Hauptkirche St. Michaelis von Walker & Cie aus dem Jahr 1912 zerstört, die über 163 Register und fünf Manuale verfügte und zu ihrer Zeit eine der größten Orgeln der Welt war. Freipfeifenprospekte ohne geschlossene Gehäuse erfreuten sich vor allem von den 1930er bis in die 1960er Jahre einer gewissen Beliebtheit, so bei den Orgeln in der Christuskirche Othmarschen von W. Sauer Orgelbau (1936) und in der Christuskirche Wandsbek von Walcker (1966/1967).
Die junge Orgelbewegung erhielt durch die Schnitger-Orgel in St. Jacobi wesentliche Impulse. Hans Henny Jahnn setzte sich für die Restaurierung der Orgel ein und forderte in den 1930er Jahren eine Rückbesinnung auf die Bau- und Klangprinzipien der norddeutschen Barockorgel. Zu den ersten großen Orgeln, die im Zeitalter der Pneumatik wieder mit mechanischer Traktur gebaut wurden, gehören die Orgel in der Ansgarkirche Langenhorn (P. Furtwängler & Hammer, 1931) und die Orgel der Lichtwarkschule (Karl Kemper, 1931), beide nach dem Entwurf von Jahnn. Beide sind noch nahezu vollständig erhalten bzw. weitestgehend auf den Originalzustand restauriert worden.

### Nach dem Zweiten Weltkrieg

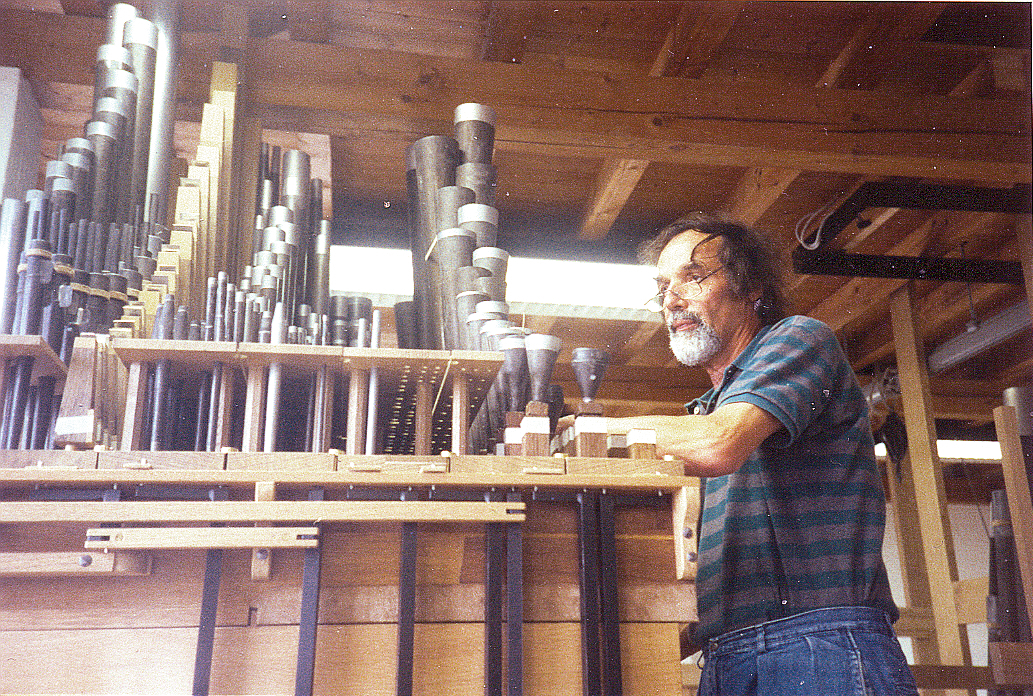
Jürgen Ahrend 1992 in seiner Werkstatt bei der Vorintonation des Oberwerks von St. Jacobi

Der Schnitgerforscher und -biograf Gustav Fock, der wie Schnitger in Neuenfelde geboren wurde, wohnte in Blankenese und veröffentlichte zahlreiche Arbeiten über Schnitger und 1974 ein grundlegendes Werk, das die Bedeutung Schnitgers und die Wirkung seiner Schule erschloss. Im Zuge des wachsenden Bewusstseins für die erhaltenen historischen Instrumente wurden diese in den letzten Jahrzehnten fachkundig restauriert. In diesem Bereich hat sich Jürgen Ahrend Orgelbau einen Namen gemacht, der neben einigen Neubauten (1969 in Altona/Reformierte Kirche und 1975 in Harvestehude/Christengemeinschaft Johnsallee) durch die Restaurierung der Orgel in St. Jacobi (1990–1993) hervorgetreten ist.
In der zweiten Hälfte des 20. Jahrhunderts prägte die Hamburger Firma Rudolf von Beckerath die Kulturregion maßgeblich durch etliche Neubauten. Das Unternehmen, das auch international Orgeln lieferte, knüpfte an barocke Orgelbautraditionen an, die einen Synthese mit modernen Fertigungsmethoden und Gestaltungsprinzipien eingingen. Aufsehen erregte nach dem Zweiten Weltkrieg die viermanualige Konzertorgel für die Laeiszhalle (1951). Beckerath schuf ein dreimanualiges Werk für den Neuen Mariendom (1967), das später erweitert wurde (IV/P/64). Weitere neue Orgeln entstanden 1969 in St. Erich und 1995 in der Erlöserkirche, Farmsen-Berne. Ungewöhnlich ist die Orgel in der Blankeneser Kirche von 1991, die auf Veranlassung des dortigen Organisten und Komponisten Hans Darmstadt mit einem MIDI-fähigen Synthesizer kombiniert ist. Dieser ist von den Klaviaturen der Pfeifenorgel aus anspielbar, die Lautsprecher sind zwischen dem Pfeifenwerk im Orgelgehäuse angebracht. Insgesamt verfertigte das Unternehmen von Beckerath in der Hansestadt über 50 Instrumente. In den 1960er Jahren entwickelte sich die Lutherkirche Wellingsbüttel zu einem Zentrum moderner, vielfach avantgardistischer Orgelmusik. Gerd Zacher, Organist an der Lutherkirche und Komponist, experimentierte mit dem Spielwind, den er modifizierte, und erzeugte auf diese Weise neue, fremdartige Klänge. Dort stand seit 1962 ein Orgelneubau von Schuke zur Verfügung, dessen Winddruck sich erniedrigen ließ.
In den 1960er Jahren wurden unter Einfluss des Strukturalismus kantige Orgelgehäuse in unterschiedlich großen Kästen bevorzugt, die formal eine Rückkehr zum Werkprinzip andeuteten. Dieser Typ ist in Hamburg unter anderen durch Alfred Führer vertreten, der ab Ende der 1950er bis Anfang der 1970er Jahre Werke im neobarocken Stil baute. In den letzten Jahrzehnten hat sich der deutsche Orgelbau in den Großstädten stark angeglichen und weist kaum noch eigenständige Besonderheiten auf. Wie auch in anderen deutschen Großstädten sind die führenden deutschen Orgelbauunternehmen mit Neubauten in Hamburg vertreten, außer den bereits genannten Firmen beispielsweise Klais (Elbphilharmonie), Mühleisen (Kirche am Rockenhof), S. Sauer (Barmbek/St. Sophien), Späth (Hauptkirche St. Michaelis) und Steinmeyer (Hauptkirche St. Michaelis). Ergänzt wird die Orgellandschaft um einige Orgelneubauten aus Dänemark (Marcussen, Hauptkirche St. Michaelis), den Niederlanden (Flentrop, Hauptkirche St. Katharinen) und der Schweiz (Kuhn, St. Johannis/Altona).
Anlässlich des 300. Todestages Arp Schnitgers im Jahr 2019 riefen Hamburger Organisten den Verein „Orgelstadt Hamburg“ ins Leben, der sich der Pflege der Hamburger Orgelkultur verschrieben hat.

## Diskografie
- Vollständigkeit anstrebende Diskografie der Schnitger-Orgeln.